# Simon Terodde
Simon Terodde, né le 2 mars 1988 à Bocholt, est un footballeur allemand qui jouait au poste d'attaquant.
Il est le meilleur buteur de l'histoire du Championnat d'Allemagne de deuxième division avec 175 buts.

## Biographie

### MSV Duisburg
Jouant pour le MSV Duisburg, Terodde a été le meilleur buteur de la Bundesliga des moins de 19 ans de l'Ouest lors de la saison 2006-2007 avec 21 buts marqués. Sa première apparition en tant que professionnel pour Duisburg a eu lieu contre FC Ingolstadt 04 en 2. Bundesliga le 19 octobre 2008.
En janvier 2009, il a accepté une prolongation de contrat jusqu'en 2010 avant de rejoindre Fortuna Düsseldorf en prêt pour la deuxième moitié de la saison 2008-2009 de la 3. Liga.

### 1. FC Köln
Après sept ans, Terodde a quitté Duisburg et a signé un contrat de deux ans avec le 1. FC Köln où il a principalement joué pour l'équipe réserve (1. FC Köln II). À l'été 2011, il a rejoint Union Berlin en prêt. En avril 2012, il a finalisé son transfert à Union Berlin de manière permanente en acceptant un contrat jusqu'en 2015.

### VfL Bochum
En 2014, Terodde a signé avec le VfL Bochum. Il a été le meilleur buteur de la 2. Bundesliga lors de sa deuxième saison avec 25 buts en 33 matchs, dont un triplé contre 1. FC Heidenheim lors de la dernière journée dans une victoire 4-2.

### VfB Stuttgart
En juin 2016, Terodde a rejoint le VfB Stuttgart. Il est de nouveau devenu meilleur buteur de la 2. Bundesliga 2016-2017 (25 buts en 32 matchs) et l'équipe a été promue en tant que championne. Le 6 novembre 2016, il a marqué un triplé lors d'une victoire 3-1 contre Arminia Bielefeld à la Mercedes-Benz Arena.
En mai 2017, Terodde a signé un nouveau contrat de deux ans avec une option pour une saison supplémentaire.

### Retour à Köln
Le 20 décembre 2017, il a été annoncé que Terodde retournerait à son ancien club, le 1. FC Köln, à partir du 1er janvier 2018. Il a signé un contrat jusqu'au 30 juin 2021,,. Il a marqué trois fois lors de ses deux premiers matchs, finissant par en marquer cinq en 15 alors que l'équipe était reléguée en dernière position.
Il a marqué quatre fois le 19 août 2018, alors que Köln remontait pour remporter une victoire 9-1 contre Berliner FC Dynamo lors du premier tour de la coupe. Le 28 septembre 2018, il a marqué son 100e but en 2. Bundesliga lors d'une victoire 1-3 contre Arminia Bielefeld. Il a marqué un total de 29 buts en 2. Bundesliga lors de la saison 2018–19 et a remporté son troisième titre de meilleur buteur de la 2. Bundesliga.

### Hamburger SV
En août 2020, il a été annoncé que Terodde retournerait à la deuxième division et rejoindrait Hamburger SV en transfert libre, en signant un contrat d'un an. Avec deux doublés lors des deux premiers matchs, il a dépassé Sven Demandt (121) en tant que meilleur buteur de l'histoire de la 2. Bundesliga en une seule division, jouée depuis 1981, avec 122 buts. Dans la liste des meilleurs buteurs de tous les temps de la 2. Bundesliga, jouée depuis 1974, Terodde est troisième derrière Dieter Schatzschneider (153) et Karl-Heinz Mödrath (151).

### Schalke 04
Le 2 mai 2021, Terodde a accepté de rejoindre le Schalke 04, relégué en Bundesliga, en transfert libre pour la saison 2021–22 avec une option pour une année supplémentaire. Il a marqué lors de ses débuts contre son ancien club, Hamburger SV, lors d'une défaite 3-1.
Le 3 octobre 2021, il a marqué son 11e but de la saison lors d'une victoire 3-0 contre le FC Ingolstadt 04 lors de la 9e journée, devenant ainsi le meilleur buteur de l'histoire de la 2. Bundesliga avec 153 buts aux côtés de Dieter Schatzschneider. Il est devenu le détenteur du record exclusif avec son but lors d'un match nul 1-1 contre Werder Bremen le 20 novembre 2021. À la fin de la saison, il a été promu en Bundesliga avec Schalke et est devenu meilleur buteur de la 2. Bundesliga pour la quatrième fois avec 30 buts en 30 apparitions.
Il a été nommé capitaine de l'équipe sous la direction de l'entraîneur en chef Thomas Reis au début de la saison 2023–24 après que Schalke ait été relégué à nouveau.
Le 9 mai 2024, il annonce la fin de sa carrière à l'issue de la saison 2023-2024.

## Statistiques
| Saison                | Club                      | Championnat           | Championnat | Championnat | Championnat | Coupe(s) nationale(s) | Coupe(s) nationale(s) | Coupe(s) nationale(s) | Total | Total | Total |
| Saison                | Club                      | Division              | M.          | B.          | P.d.        | M.                    | B.                    | P.d.                  | M.    | B.    | P.d.  |
| 2008-2009             | MSV Duisbourg             | 2. Bundesliga         | 2           | 0           | 1           | -                     | -                     | -                     | 2     | 0     | 1     |
| 2008-2009             | Fortuna Düsseldorf (prêt) | 3. Liga               | 8           | 1           | 1           | 1                     | 0                     | 1                     | 9     | 1     | 2     |
| 2009-2010             | FC Cologne II             | Regionalliga Ouest    | 31          | 8           | 4           | -                     | -                     | -                     | 31    | 8     | 4     |
| 2010-2011             | FC Cologne II             | Regionalliga Ouest    | 21          | 12          | 9           | -                     | -                     | -                     | 21    | 12    | 9     |
| Sous-total            | Sous-total                | Sous-total            | 52          | 20          | 13          | -                     | -                     | -                     | 52    | 20    | 13    |
| 2010-2011             | FC Cologne                | Bundesliga            | 5           | 0           | 0           | 2                     | 1                     | 0                     | 7     | 1     | 0     |
| 2011-2012             | Union Berlin (prêt)       | 2. Bundesliga         | 27          | 8           | 4           | 1                     | 1                     | 0                     | 28    | 9     | 4     |
| 2012-2013             | Union Berlin              | 2. Bundesliga         | 33          | 10          | 5           | 2                     | 1                     | 0                     | 35    | 11    | 5     |
| 2013-2014             | Union Berlin              | 2. Bundesliga         | 27          | 5           | 3           | 3                     | 0                     | 1                     | 30    | 5     | 4     |
| Sous-total            | Sous-total                | Sous-total            | 87          | 23          | 12          | 6                     | 2                     | 1                     | 93    | 25    | 13    |
| 2014-2015             | VfL Bochum                | 2. Bundesliga         | 33          | 16          | 6           | 2                     | 3                     | 0                     | 35    | 19    | 6     |
| 2015-2016             | VfL Bochum                | 2. Bundesliga         | 33          | 25          | 6           | 4                     | 3                     | 0                     | 37    | 28    | 6     |
| Sous-total            | Sous-total                | Sous-total            | 66          | 41          | 12          | 6                     | 6                     | 0                     | 72    | 47    | 12    |
| 2016-2017             | VfB Stuttgart             | 2. Bundesliga         | 32          | 25          | 4           | 1                     | 0                     | 0                     | 33    | 25    | 4     |
| 2017-2018             | VfB Stuttgart             | Bundesliga            | 15          | 2           | 1           | 2                     | 1                     | 1                     | 17    | 3     | 2     |
| Sous-total            | Sous-total                | Sous-total            | 47          | 27          | 5           | 3                     | 1                     | 1                     | 50    | 28    | 6     |
| 2017-2018             | FC Cologne                | Bundesliga            | 15          | 5           | 0           | -                     | -                     | -                     | 15    | 5     | 0     |
| 2018-2019             | FC Cologne                | 2. Bundesliga         | 33          | 29          | 5           | 2                     | 4                     | 0                     | 35    | 33    | 5     |
| 2019-2020             | FC Cologne                | Bundesliga            | 23          | 3           | 1           | 2                     | 1                     | 0                     | 25    | 4     | 1     |
| Sous-total            | Sous-total                | Sous-total            | 71          | 37          | 6           | 4                     | 5                     | 0                     | 75    | 42    | 6     |
| 2020-2021             | Hambourg SV               | 2. Bundesliga         | 33          | 24          | 5           | 1                     | 0                     | 1                     | 34    | 24    | 6     |
| 2021-2022             | Schalke 04                | 2. Bundesliga         | 30          | 30          | 4           | 2                     | 0                     | 1                     | 32    | 30    | 5     |
| 2022-2023             | Schalke 04                | Bundesliga            | 32          | 5           | 1           | 1                     | 0                     | 0                     | 33    | 5     | 1     |
| 2023-2024             | Schalke 04                | 2. Bundesliga         | 28          | 5           | 4           | 2                     | 0                     | 0                     | 30    | 5     | 4     |
| Sous-total            | Sous-total                | Sous-total            | 90          | 40          | 9           | 5                     | 0                     | 1                     | 95    | 40    | 10    |
| Total sur la carrière | Total sur la carrière     | Total sur la carrière | 461         | 213         | 64          | 28                    | 15                    | 5                     | 489   | 228   | 69    |

## Palmarès
| VfB Stuttgart (1)                                     | FC Cologne (1)                                        | Schalke 04 (1)                                        |
| ----------------------------------------------------- | ----------------------------------------------------- | ----------------------------------------------------- |
| - Championnat d'Allemagne de D2 (1) - Champion : 2017 | - Championnat d'Allemagne de D2 (1) - Champion : 2019 | - Championnat d'Allemagne de D2 (1) - Champion : 2022 |

### Récompenses individuelles
- Meilleur buteur du Championnat d'Allemagne de deuxième division en 2016 (25 buts)
- Meilleur buteur du Championnat d'Allemagne de deuxième division en 2017 (25 buts)
- Meilleur buteur du Championnat d'Allemagne de deuxième division en 2019 (29 buts)
- Meilleur buteur du Championnat d'Allemagne de deuxième division en 2022 (30 buts)